# S1 (水雷艇)
水雷艇S1（フィンランド語:Torpedovene S1）は、フィンランドの水雷艇（Torpedovene）である。元はロシア帝国海軍の所属艦艇で、フィンランドがロシア帝国から独立を果たすことになったロシア革命からフィンランド内戦にかけての動乱期にフィンランド独立派によって捕獲され、その海軍へ編入された。

## 概要

### 前半生
S1は、ロシア帝国海軍向けに建造されたソーコル級水雷艇の11番艇として建造された。建造当初の名称は、ロシア語で「梟」を意味するソヴァー（Соваサヴァー）であった。1899年にサンクトペテルブルクのネーフスキイ造船・機械工場で起工、1900年6月24日に進水、1901年10月12日より海上公試を実施、1902年5月にバルト艦隊へ配備された。配備に先立ち、3月22日(旧暦3月9日)付けで名称はリヤーヌイ（Рьяныйリヤーヌィイ）に変更された。これは、「熱狂的な」といった意味のロシア語の形容詞である。
1907年10月10日には、ソーコル級のような大型の航洋水雷艇は新たに設置された艦隊水雷艇（Эскадренный миноносец）に類別を変更された。これは、イギリスなどでいうところの駆逐艦（ロシア語では「Истребитель」という）に当たる艦種であった。1908年から1909年にかけて、リヤーヌイはヘルシンキの「ソーコル」社の工場においてオーバーホールを受けた。1913年には、サンクトペテルブルクの「エクルント&Co」社の工場においてボイラー部品の交換と武装の変更が施工された。この際、搭載機関は完全に修繕され、掃海装備が追加された。また、搭載する旋回式水上魚雷発射管や砲もより大口径のものに換装され、機関銃も追加された。
第一次世界大戦が開戦すると、リヤーヌイはバルト艦隊の1 隻として沿岸部の偵察・哨戒・輸送・通報任務に就いた。しかし、その能力と運用内容は艦隊水雷艇と呼ぶにはそぐわないものとなっており、1914年9月23日付けで艦種は正式に通報艦（посыльное судно）に変更された。そして、バルト海南部における通信・連絡任務を司る水上連絡手段に選定された。1916年1月には、今度は掃海艇として掃海分艦隊第2戦隊に配備された。

### 革命と内戦
1917年前期には、二月革命に参加した。所属は臨時政府バルト艦隊となった。同年秋に十月革命が発生すると、11月7日付けで赤軍の赤色バルト艦隊に編入された。赤軍はロシア内戦初期には優位に戦いを進めたが、ドイツ帝国とフィンランド独立派が連合して反攻に転じると一挙に劣勢となった。1918年3月3日にブレスト＝リトフスク条約でソヴィエト・ロシアの赤軍が撤退することになると、フィンランド湾にあったソヴィエト・ロシア艦艇は3月15日にソヴィエト・フィンランドへ譲渡された。
結局、これらの艦艇は内戦に勝利を収めたドイツ帝国軍とフィンランド白衛軍によって奪取された。4月13日、白衛軍はそれらの艦艇をフィンランド海軍へ編入することを決定した。ヘルシンキで白衛軍に捕獲されていたリヤーヌイは水雷艇に類別を戻され、水雷艇S1としてフィンランド海軍に配備された。S1は、他のソーコル級駆逐艦の4 隻および改スーンガリ級水雷艇の1 隻と合わせてS級水雷艇と呼ばれるようになった。
1920年にフィンランドとソヴィエト・ロシアとの間に締結されたタルトゥ条約に基づき、1922年にはS1はソヴィエト・ロシア政府に引き渡されることとなった。しかし、S級はすっかり旧式化しており、再配備には及ばないと判断したソ連政府はS1を受領せず現地でフィンランド政府へ売却した。S1はフィンランド海軍へ配備され、水雷艇として現役を継続した。1930年からは標的艦への改修工事が開始され、1932年に完成した。その後、最終的に1939年にフィンランド海軍を退役した。

## ギャラリー

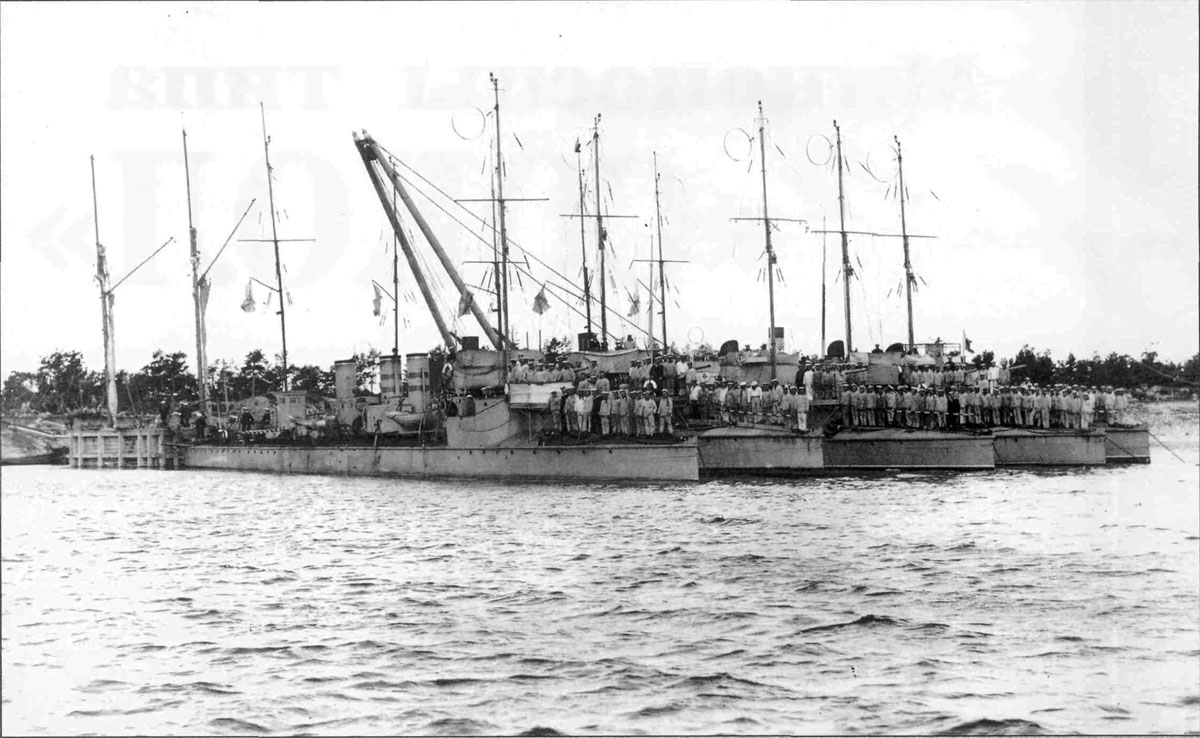
第一次世界大戦時、整列したソーコル級通報艦。手前がリヤーヌイ。